# HD 11964
HD 11964 ist ein Doppelstern im Sternbild Walfisch mit einer Entfernung von etwa 111 Lichtjahren. Die beiden Komponenten des Sternsystems liegen 29" auseinander. Es wird angenommen, dass zwei Planeten (wahrscheinlich Gasriesen) die Hauptkomponente umkreisen. Die Bestätigung steht allerdings noch aus.